# Meggyespuszta megállóhely
Meggyespuszta megállóhely az egykori Alsóörs–Veszprém vasútvonal megszűnt megállóhelye, mely a Veszprém közelében található Meggyespuszta déli részén található.

## Története
A megállóhelyet az Alsóörs–Veszprém vasútvonal építésével, 1909. július 8-án helyezték üzembe. A vasút Meggyespusztától közvetlen közlekedési kapcsolatot nyújtott Veszprém és Szentkirályszabadja illetve a Balaton felé. Közvetlen Meggyespuszta előtt volt egy-egy kiágazás a Videoton telephelye és a Szentkirályszabadjai Repülőtér felé.
1969-ben felszámolták a Meggyespuszta–Alsóörs szakaszt, majd 1972. március 31-én megszüntették a forgalmat a maradék szakaszon, így Meggyespuszta megállóhely elvesztette addigi funkcióját. Az állomásépületet sokáig lakóházként használták, ma állati menhelyként üzemel az épület.
A vasútvonal felszámolása óta Meggyespusztát kizárólag a 73-as út illetve a Füredi utcában közlekedő helyközi autóbuszok látják el. Meggyespusztára nem vezet aszfaltozott út, a pusztához legközelebbi buszmegálló a néhány száz méterre található Meggyespuszta, bejárati út megállóhely.

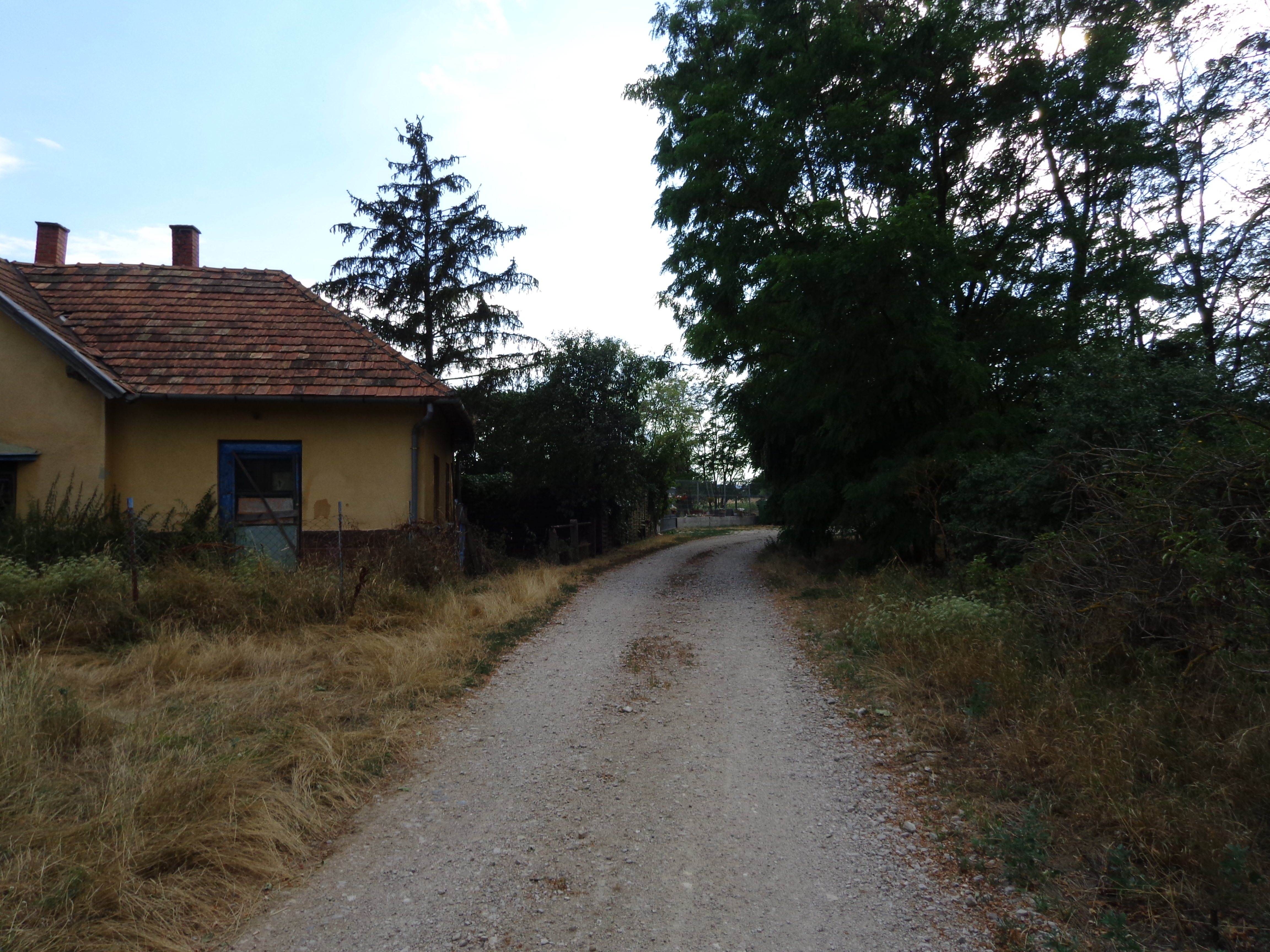
A buszmegálló felé vezető murvás út